# Dover Island, Tasmanien
Dover Island är en ö i Australien. Den ligger i delstaten Tasmanien, i den sydöstra delen av landet, omkring 380 kilometer norr om delstatshuvudstaden Hobart.